# John Key
John Phillip Key (Auckland, 9 de agosto de 1961) es un político neozelandés que ocupó el cargo de primer ministro de Nueva Zelanda desde el 19 de noviembre de 2008 hasta el 12 de diciembre de 2016.
Se dedicó al mundo empresarial hasta 2001. A partir de 1995, fue gestor de mercados del banco de inversión estadounidense Merrill Lynch. Allí adquirió una fortuna estimada en 2008 en 50 millones de dólares neozelandeses. Otros ejecutivos del banco le apodaron "el asesino sonriente" por haber despedido a decenas de empleados mientras mantenía su carácter alegre.
Fue el líder del Partido Nacional desde 2006 hasta diciembre de 2016.
Comenzó en política en 2001 siendo elegido al año siguiente diputado por la circunscripción de Helensville. Sería reelegido por ese distrito electoral en 2005 y 2008. En 2004 se convirtió en el portavoz de Finanzas en el gabinete en la sombra. En 2006 tras la dimisión de Don Brash pasó a dirigir el Partido Nacional. Como líder del partido se presentó como candidato a primer ministro en las elecciones generales de 2008 contra la laborista Helen Clark que ocupaba ese puesto desde 1999. Las elecciones las ganó el Partido Nacional con 58 escaños, quedándose a cuatro de la mayoría absoluta. Para conseguir esa mayoría formó una coalición con los conservadores ACT y Futuro Unido, además del Partido Maorí. Key basó su campaña en la economía y en las opciones de superar la crisis global.
En 2011 volvió a ganar las elecciones generales, con un escaño más que en las anteriores. En 2013, aprobó una ley destinada a aumentar la competencia entre las distintas empresas de autobuses. Desde entonces, las acciones industriales de los conductores han aumentado. Un informe reconoce que este cambio ha sido el responsable de "la importante pérdida de cuota de mercado del incumbente NZ Bus, [que] ha alterado significativamente el panorama de los salarios y las condiciones de trabajo de los conductores".
El 5 de diciembre de 2016 renunció al cargo para asumir responsabilidades familiares.
Se incorporó al consejo de administración de Air New Zealand en mayo de 2017, del que dimitió en marzo de 2020, durante la pandemia de Covid-19. También es presidente de ANZ Bank New Zealand desde octubre de 2017.